# Buam-dong boksujadeul
Buam-dong boksujadeul (부암동 복수자들?, lett. "Le vendicatrici di Buam-dong"; titolo internazionale Avengers Social Club, conosciuta anche come Buam-dong Revenge Club) è una serie televisiva sudcoreana trasmessa su tvN dall'11 ottobre al 16 novembre 2017, basata sul webtoon Buam-dong boksuja social club di Sajatokki, serializzato su Daum tra il 2014 e il 2016.

## Trama
Tre donne che hanno seguito diversi cammini nella vita si uniscono per avere vendetta: una pescivendola di mezz'età che sogna una vita migliore, una casalinga orfana, e la figlia di una ricca famiglia che è stata cresciuta come se fosse un fiore delicato e che ha scoperto che il marito la tradisce.

## Personaggi
- Kim Jung-hye, interpretata da Lee Yo-won
Figlia di una famiglia proprietaria di una grossa compagnia, sembra diretta e arrogante, ma in realtà è dolce e ingenua. Il suo matrimonio è stato deciso per interesse, ma cerca di fare del suo meglio come moglie, scoprendo però che il marito la tradisce. Per vendicarsi, fonda il Bokja Club.
- Hong Do-hee, interpretata da Ra Mi-ran
Pescivendola a un mercato tradizionale, cresce i due figli da sola dopo la morte del marito. È allegra e di natura gentile.
- Lee Mi-sook, interpretata da Myung Se-bin
È un'orfana sposatasi con un professore universitario che s'impegna sodo per avere una famiglia felice, ma il marito è violento.
- Lee Soo-gyum, interpretato da Jun
Figlio del marito di Jung-hye, nato da una scappatella prima del matrimonio, vuole vendicarsi dei suoi genitori biologici.
- Lee Byung-soo, interpretato da Choi Byung-mo
Marito di Jung-hye.
- Lee Jae-gook, interpretato da Jang Yong
Suocero di Jung-hye.
- Kim Jung-yoon, interpretata da Jung Ae-yun
Sorella di Jung-hye.
- Kim Hee-kyung, interpretata da Yoon Jin-sol
Figlia di Do-hee.
- Kim Hee-soo, interpretato da Choi Kyu-jin
Figlio di Do-hee.
- Baek Young-pyo, interpretato da Jung Suk-yong
Marito di Mi-sook.
- Baek Seo-yeon, interpretata da Kim Bo-ra
Figlia di Mi-sook.
- Suocera di Mi-sook, interpretata da Sung Byung-sook
- Han Soo-ji, interpretata da Shin Dong-mi
Madre di Soo-gyum.
- Hwang Jung-wook, interpretato da Shin Dong-woo
- Joo Gil-yun, interpretata da Jung Young-joo
Madre di Jung-wook.
- Preside Hong Sang-man, interpretato da Kim Hyung-il
- Park Seung-woo, interpretato da Kim Sa-kwon

## Ascolti
| Episodio | Data di trasmissione | Dati AGB            | Dati AGB                   | Dati TNMS           | Dati TNMS |
| Episodio | Data di trasmissione | A livello nazionale | Area metropolitana di Seul | A livello nazionale |           |
| -------- | -------------------- | ------------------- | -------------------------- | ------------------- | --------- |
| 1        | 11 ottobre 2017      | 2,900%              | 2,999%                     | 2,8%                |           |
| 2        | 12 ottobre 2017      | 4,636%              | 5,343%                     | 4,9%                |           |
| 3        | 18 ottobre 2017      | 5,249%              | 5,717%                     | 4,8%                |           |
| 4        | 19 ottobre 2017      | 5,054%              | 5,377%                     | 5,5%                |           |
| 5        | 25 ottobre 2017      | 5,283%              | 5,538%                     | 4,6%                |           |
| 6        | 26 ottobre 2017      | 5,087%              | 5,287%                     | 4,8%                |           |
| 7        | 1 novembre 2017      | 4,802%              | 5,348%                     | 4,9%                |           |
| 8        | 2 novembre 2017      | 4,925%              | 5,697%                     | 5,5%                |           |
| 9        | 8 novembre 2017      | 6,021%              | 6,386%                     | 6,4%                |           |
| 10       | 9 novembre 2017      | 6,126%              | 6,972%                     | 6,4%                |           |
| 11       | 15 novembre 2017     | 5,495%              | 5,846%                     | 6,0%                |           |
| 12       | 16 novembre 2017     | 6,330%              | 6,586%                     | 6,1%                |           |
| Media    | Media                | 5,16%               | 5,59%                      | 5,23%               |           |

## Colonna sonora
1. Believe in Miracle (기적을 믿나요) – Jung-in
2. Autumn Night (가을밤) – Oh Young-joon
3. Heartbreak Days (마음이 아픈 날에는) – Hello Gayoung
4. Avengers Social Club
5. Avengers Ska
6. Either Way
7. Lipstick On His Collar
8. Istan
9. Vengence Is Mine
10. Tooth Pick Up Yo Ass
11. Infuse
12. Sneaky
13. Calcula
14. Lamenistery
15. Sheego
16. Bella Acapella
17. No Clue
18. Torn
19. Bella Ciao
20. Serious Competition
21. Unfair
22. Jerking
23. Rebellion
24. Guit Twang
25. Red Stocking
26. Plan B
27. Street Lady
28. OTL

## Riconoscimenti
| Anno | Premio               | Categoria                   | Ricevente | Risultato   |
| ---- | -------------------- | --------------------------- | --------- | ----------- |
| 2018 | Baeksang Arts Awards | Miglior attrice di supporto | Ra Mi-ran | Candidato/a |